# Therea defranceschii
Therea defranceschii är en kackerlacksart som beskrevs av Philippe Grandcolas 1993. Therea defranceschii ingår i släktet Therea och familjen Polyphagidae. Inga underarter finns listade i Catalogue of Life.